# ヘクター・C・バイウォーター
ヘクター・チャールズ・バイウオーター（英語: Hector Charles Bywater、1884年10月21日、ロンドン生 - 1940年8月16日か8月17日、ロンドン没）は、英国のジャーナリスト、軍事作家。

## 生涯
バイウオーターは中産階級のウェールズ人の次男であった。家族はアメリカ合衆国に1901年に移住した。19歳のとき、ニューヨーク・ヘラルド紙の海軍関係の記事を執筆するパートタイムを始め、後にロンドンへ海外特派員として派遣された。ロンドンで、彼は英国の海軍のスパイとなった。言語能力に恵まれた彼は、ネイティブのドイツ人といっても通用するほどだった。1915年、ニューヨークの港湾部における疑わしい活動を調査するために、彼はアメリカに送られ、ドイツによる爆破計画を阻止した。数年後、彼は海軍のデータと文書を調査するためにロンドンに戻った。
1921年の著書『太平洋におけるシーパワー：米日の海洋問題の研究』（英語: Sea-power in the Pacific : a study of the American-Japanese naval problem）において、彼は、大日本帝国とアメリカ合衆国との海洋上の紛争を予測し、1925年の書籍『太平洋戦争：日米関係未来記』（英語: The Great Pacific War）でこの課題を掘り下げた。同書でバイウオーターは、決戦時の日本の行動やアメリカ合衆国のアイランドホッピングを含め、日本とアメリカの多くの行動を正しく予測した。
通念と異なり、いずれの書籍も真珠湾の空襲を予測してはいない。代わりに、彼は、アメリカの植民地であったフィリピンへの空襲が生じ、次いで太平洋上のアメリカ艦隊に対し大規模な集中攻撃が加えられるであろうと予測した。
『太平洋戦争：日米関係未来記』は大日本帝国海軍の上級士官らによって読まれた。
バイウオーターは真珠湾攻撃の約一年前に亡くなった。彼の死因は病院の検視官報告によると「原因不明」であるが、解剖は実施されなかった。
第二次世界大戦後、連合国と大日本帝国双方の多数の軍事的指導者は、バイウオーターの『太平洋戦争：日米関係未来記』が戦時中の戦略立案にあたっての主要参考文献であったと明言した。その初版本は、英語・日本語のいずれもが現在に至るまで収集家により熱心に探索されている。

## 著作
- Archibald Hurd (1869-1959) and H. C. Bywater: From Heligoland to Keeling Island : one hundred days of naval war, Hodder and Stoughton, London, 1914.
- H. C. Bywater: Sea-power in the Pacific : a study of the American-Japanese naval problem, Constable, London, 1921.
  - 『日米両国の紛争問題』（小山精一郎訳、世界思潮研究会、1921年、第2章のみ）
  - 『太平洋の争覇』（平山良吉訳、奉公会、1921年、抄訳）
- H. C. Bywater: The great Pacific war : a history of the American-Japanese campaign of 1931-33, Constable, London, 1925. Published again in Boston, 1942 as  The great Pacific war : a historic prophecy now being fulfilled.
  - 『太平洋戦争：日米関係未来記』（堀敏一訳、民友社、1925年）
  - 『太平洋の争覇戦1931-1933』（北上亮二訳、白鳳社、1925年）
  - 『太平洋戦争と其批判』（石丸藤太訳、文明協会事務所、1926年）
  - 『日本果して敗るゝか』（石丸藤太訳、先進社、1931年）
  - 『太平洋戦争』（世界経済調査会 訳編、世界経済調査会、1941年）
  - 『太平洋大海戦』（林信吾・清谷信一訳、ベストセラーズ、1994年）
  - 『太平洋大戦争』（林信吾・清谷信一訳、コスミックインターナショナル、2001年）
- H. C. Bywater: Navies and nations : a review of naval developments since the Great War, Constable, London, 1927.
- H. C. Bywater: A searchlight on the Navy, Constable, London, 1934.
- H. C. Bywater and Herbert Cecil Ferraby (1884–1942): Strange intelligence : memoirs of naval secret service , London, 1934.
- H. C. Bywater: Cruisers in battle : naval 'light cavalry' under fire, 1914-1918, Constable, London, 1939.

## 関連文書
- William H. Honan,: Visions of Infamy, St. Martin's Press, New York, 1991; ISBN 0-312-05454-8.